# Meridià 180

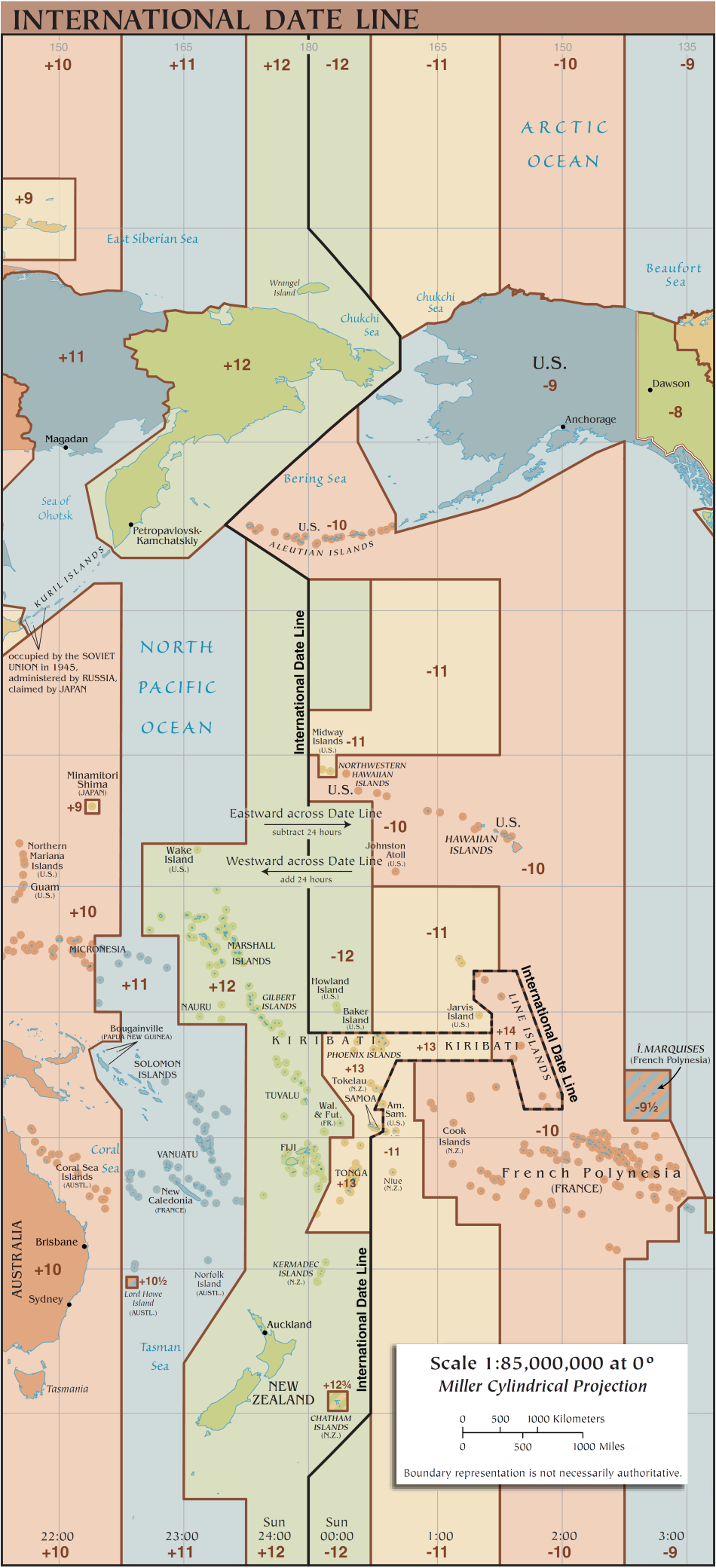
Els zig-zags de la línia de data internacional al voltant del meridià 180.

El meridià 180 o l'antimeridià és el meridià 180° est o oest del primer meridià, amb el qual forma un cercle màxim dividint la terra en Hemisferi occidental i oriental. És comú tant a la longitud est i la longitud oest. S'utilitza com a base per a la Línia internacional de canvi de data, ja que en la seva major part passa per les aigües obertes de l'oceà Pacífic. No obstant això, passa el meridià per Rússia i Fiji així com l'Antàrtida.
A partir del pol Nord i direcció sud cap al pol Sud, el meridià 180 passa a través de:
| Coordenades (aproximat)                   | País, territori o mar | Notes |
| ----------------------------------------- | --------------------- | --- |
| 90° 0′ N, 180° 0′ E / 90.000°N,180.000°E  | Oceà Àrtic            | |
| 71° 32′ N, 180° 0′ E / 71.533°N,180.000°E | Rússia                | Districte autònom de Txukotka — Illa de Wrangel |
| 70° 58′ N, 180° 0′ E / 70.967°N,180.000°E | Mar dels Txuktxis     | |
| 68° 59′ N, 180° 0′ E / 68.983°N,180.000°E | Rússia                | Districte autònom de Txukotka |
| 65° 02′ N, 180° 0′ E / 65.033°N,180.000°E | Mar de Bering         | |
| 52° 0′ N, 180° 0′ E / 52.000°N,180.000°E  | Pas Amchitka          | Que passa just a l'est de l'Illa Semisopochnoi, Alaska, Estats Units (a 51° 57′ N, 179° 47′ E / 51.950°N,179.783°E) |
| 51° 0′ N, 180° 0′ E / 51.000°N,180.000°E  | Oceà Pacífic          | Que passa just a l'est de l'atol Nukulaelae, Tuvalu (a 9° 25′ S, 179° 52′ E / 9.417°S,179.867°E) · Que passa just a l'oest de l'illa Cikobia, Fiji (at 15° 43′ S, 179° 59′ O / 15.717°S,179.983°O)                                                                                             |
| 16° 9′ S, 180° 0′ E / 16.150°S,180.000°E  | Fiji                  | Illes de Vanua Levu, Rabi, i Taveuni |
| 16° 59′ S, 180° 0′ E / 16.983°S,180.000°E | Oceà Pacífic          | Que passa just a l'est de l'illa de Moala, Fiji (a 18° 33′ S, 179° 57′ E / 18.550°S,179.950°E) · Passant just a l'oest de l'illa de Totoya, Fiji (a 19° 0′ S, 179° 52′ O / 19.000°S,179.867°O) · Passant just a l'est de l'illa de Matuku, Fiji (a 19° 10′ S, 179° 47′ E / 19.167°S,179.783°E) |
| 60° 0′ S, 180° 0′ E / 60.000°S,180.000°E  | Oceà Antàrtic         | |
| 78° 13′ S, 180° 0′ E / 78.217°S,180.000°E | Antàrtida             | Dependència de Ross, reclamat per Nova Zelanda |
El meridià també passa entre (però no particularment proper):
- Les Illes Gilbert i les Illes Fènix de  Kiribati;
- entre l'Illa del Nord i les Illes Kermadec de  Nova Zelanda;
- entre les Illes Bounty i les Illes Chatham, també de  Nova Zelanda.

L'únic lloc on les carreteres creuen aquest meridià, i on hi ha edificis molt propers, es troba a Fiji.

## Problemes de representació de programari
Moltes biblioteques de programari geogràfic o formats de dades projecten el món en un rectangle; molt sovint aquest rectangle es divideix exactament al meridià 180. Això sovint fa que no sigui trivial fer tasques simples (com representar una àrea o una línia) al llarg del meridià 180. Alguns exemples:
- El GeoJSON l'especificació suggereix que les geometries es divideixen de manera que cap de les parts no creua l'antimeridià.[2]
- A OpenStreetMap, les àrees (com el límit de Rússia) es divideixen al meridià 180.